# 董志镇
董志镇，是中华人民共和国甘肃省庆阳市西峰区下辖的一个乡镇级行政单位。

## 行政区划
董志镇下辖以下地区：
董志村、崔沟村、寺里田村、郭堡村、北门村、周岭村、南庙村、周庄村、冯堡村、南庄村、野林村、罗杭村、庄头村、胡同赵村、吴庄村、田畔村、八年村、六年村和陈户村。